# Doom Generation
Doom Generation (The Doom Generation) è un film del 1995, diretto da Gregg Araki, secondo film di una trilogia conosciuta come Teenage Apocalypse Trilogy: iniziata con Totally Fucked Up e terminata con Ecstasy Generation

## Trama
La giovane coppia formata da Jordan White ed Amy Blue incontra lo sbandato Xavier Red ad un party industrial. I due lo salvano da un pestaggio, fuggendo con la loro macchina. La successiva sequenza di eventi è un mix psichedelico fatto di omicidi, droga, risse e sesso, con la polizia alla ricerca dei fuggitivi e i violenti incontri con sedicenti ex di Amy.

## Riferimenti
Ogni volta che un personaggio compra qualcosa nel corso del film, la somma è sempre di $6.66. Inoltre il numero civico dei luoghi visitati è sempre 666 e nel rapporto della polizia si dice che Amy aveva una media del 6,66 a scuola.

## Produzione
Il film è costellato di numerosi camei: Parker Posey, Heidi Fleiss, Christopher Knight, Margaret Cho, Perry Farrell, Amanda Bearse, Nicky Katt, i pornodivi gay Zak Spears, Rex Chandler e la band industrial canadese Skinny Puppy.

## Distribuzione
La versione televisiva italiana è pesantemente censurata e di conseguenza assai più corta.

## Omaggi
Il nome del personaggio interpretato da Rose McGowan, Amy Blue, è stato successivamente adottato dall'omonima band inglese Amy Blue.

## Premi e candidature
- Independent Spirit Awards: nomination per la miglior performance al debutto - Rose McGowan